# Tom Segev

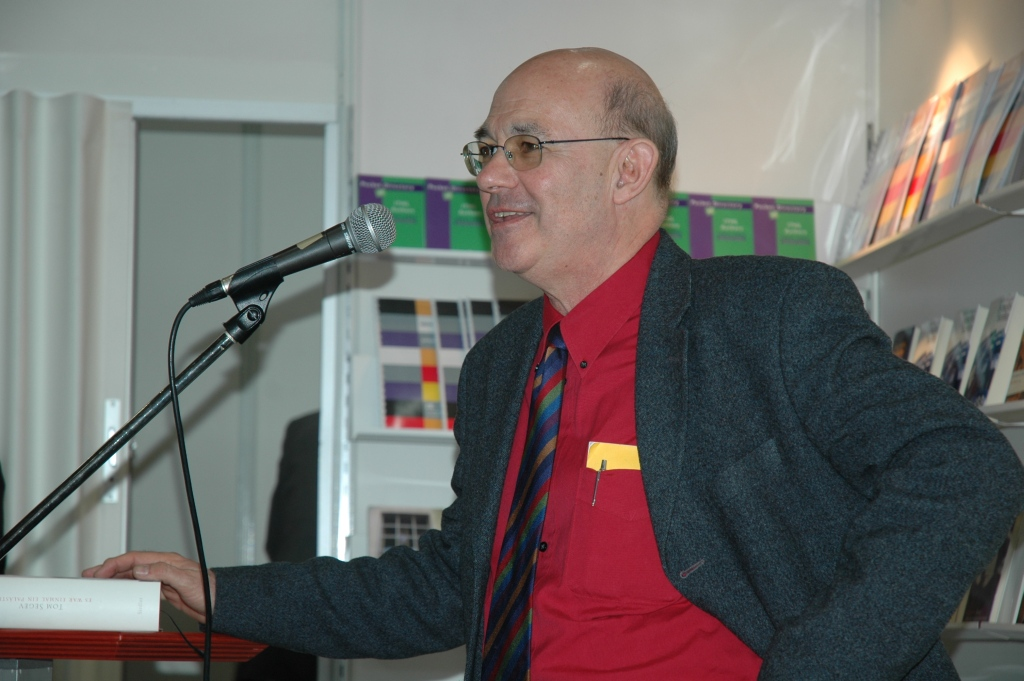
Tom Segev (2005)

Tom Segev (hebräisch תּוֹם שֶׂגֶב; * 1. März 1945 in Jerusalem, Britisch-Palästina, als Thomas Schwerin) ist ein israelischer Historiker und Journalist. Er wird der losen Gruppe „Neue Historiker“ zugeordnet, die mit einer Neubewertung der Geschichte des Zionismus und des Landes Israel begonnen haben.

## Leben und Wirken
Segevs Eltern, beide Kommunisten und Atheisten, flohen 1933 aus Deutschland und ließen sich im August 1935 in Palästina nieder. Sein Vater Heinz Schwerin war Architekt jüdischer Abstammung, seine Mutter Ricarda Schwerin (geborene Meltzer) war Fotografin. Sie hatten sich als Studenten am Bauhaus Dessau kennengelernt, dessen Leitung sie jedoch 1932 wegen „kommunistischer Umtriebe“ der Schule verwiesen hatte. Heinz Schwerin starb 1948 im israelischen Unabhängigkeitskrieg als Kämpfer der Hagana an den Folgen eines Sturzes. Segevs Schwester ist die 1941 geborene Architektin und ehemalige Bundestagsabgeordnete Jutta Schwerin.
Nach dem Tod ihres Mannes lebte Ricarda Schwerin mit ihren beiden Kindern in dem von Conrad Schick erbauten Taborhaus – nach Segev bis heute „eines der stattlichsten Häuser“ von Jerusalem.:S. 79 f Einer der ersten Untermieter der Familie Schwerin war der Journalist Gabriel Stern, der für Segev zu einer lebenslangen Bezugsperson wurde und dessen Weg zum Journalismus sehr beeinflusst hat.:S. 124 f
Tom Segev studierte Geschichte und Politikwissenschaften an der Hebräischen Universität Jerusalem und wurde an der Boston University mit einer Arbeit über die KZ-Kommandanten promoviert. Während seines Studiums war Segev „Chefredakteur der führenden Studentenzeitung Israels“, der Nitzotz,:S. 176 und kurz nach dem Sechstagekrieg verhalf Gabriel Stern Segev zu einer Anstellung bei der Zeitung Al Hamishmar,:S. 181 für die Stern selber arbeitete. Für Segev war es die erste professionelle Journalistenstelle.
In den 1970er Jahren war er in Bonn als Deutschlandkorrespondent für die israelische Tageszeitung Maʿariv Er war bis 2022 Kolumnist für HaAretz, eine der bedeutenden israelischen Zeitungen, und hat mehrere Bücher veröffentlicht, mit denen er international bekannt wurde.
Insbesondere sein Buch Die siebte Million, in dem sich Segev mit den Juden in Palästina zur Zeit des Zweiten Weltkrieges befasst, wurde kontrovers diskutiert. Zentrales Thema ist Segevs These, dass die Juden in Palästina mehr an der Schaffung ihres eigenen Staates interessiert waren als an der Rettung europäischer Juden. Dies und seine Kritik an David Ben-Gurion lösten in Israel scharfe Reaktionen aus.
In seiner Studie Es war einmal ein Palästina arbeitet er die Geschichte Palästinas unter britischer Herrschaft auf. Er zeigt, dass jüdischer und arabischer Nationalismus in jener Zeit zwangsläufig dazu führten, dass die beiden Gruppen nicht konfliktfrei miteinander leben konnten. Er weist zudem auf eine prozionistische Haltung der Mandatsmacht Großbritannien hin, wie sie in der gängigen Literatur eher unterbewertet wurde. Die arabisch-palästinensischen Nationalisten hätten laut Segev den Fehler gemacht, sich aus dem Verdruss über die vermeintliche Ungleichbehandlung der Briten heraus auf die vollständige Ablehnung jeder Kooperation mit den Zionisten zu versteifen und sich im Vorfeld des Endes der britischen Mandatszeit auf die Hilfe der arabischen Nachbarstaaten zu verlassen, was sie schließlich einen unabhängigen Staat kostete. Der kanadische Judaist Derek Jonathan Penslar schreibt, Segev zeichne in dem Buch ein nostalgisches Bild der Mandatszeit.
In seinem Buch 1967 befasst sich Segev mit dem Sechstagekrieg. Es erschien 2007 auf Deutsch. Hier lautet seine Kernthese, dass für Israel im Vorfeld des Krieges aus rein militärischen Gesichtspunkten keine existenzielle Bedrohung bestanden habe. Auch zweifelt Segev daran, dass die arabischen Nachbarn Israel wirklich angegriffen hätten. Jedoch habe es in weiten Teilen der israelischen Gesellschaft eine große Angst vor der Vernichtung gegeben, die durch die Drohungen und den militärischen Aufmarsch Ägyptens und Syriens hervorgerufen worden sei. Dies habe den politischen Druck auf die damalige Regierung so stark erhöht, dass schließlich ein Präventivangriff durchgeführt wurde. Der Angriff der jordanischen Armee auf Westjerusalem habe Israel einen willkommenen Grund geliefert, Ostjerusalem zu erobern. Die Besetzung Ostjerusalems sei zwar politisch nicht konkret geplant, jedoch stets herbeigesehnt worden.
Im Hinblick auf den Terrorangriff der Hamas auf Israel 2023 erklärte Segev 2024 in einem Interview mit der Frankfurter Rundschau, er habe verstanden, dass Israel Vergeltung für diesen „mörderischen Terrorakt“ der Hamas am 7. Oktober 2023 habe üben müssen. Leider sei es so weit gekommen, dass Israel in Gaza eine schreckliche menschliche Katastrophe verursacht habe, „mit der ich nur sehr schwer leben kann. Ich weiß nicht, wie ich mich dazu verhalten soll“. Es sei eine Wiederholung, vielleicht sogar eine Verschlimmerung der ersten palästinensischen Katastrophe, der Nakba: „Es ist eine zweite Nakba.“ Die Armee nach Gaza zu schicken, systematisch zu zerstören, mehr als eine Million Menschen aus ihren Häusern zu vertreiben und in den Süden zu schicken und vom Süden wieder in den Norden – das sei ein Prozess, der nicht einmal einer Strategie folge. Der 7. Oktober sei der schlimmste Tag in der Geschichte Israels. „Aber nichts von dem, was dort geschehen ist, rechtfertigt die Zerstörung in Gaza und das, was wir der Bevölkerung dort angetan haben.“

## Gastprofessuren und Forschungsaufenthalte
- Wintersemester 2019 Gastprofessor am Institut für Jüdisch-Christliche Forschung (IJCF) der Universität Luzern.[6]
- 2000–2001 Bildner Center for the Study of Jewish Life der Rutgers University[7]
- 2007 University of California, Berkeley als Helen Diller Family Visiting Professor[8]

## Schriften
(in deutscher Übersetzung)
- Die Soldaten des Bösen. Zur Geschichte der KZ-Kommandanten. Übersetzung aus dem Amerikanischen Bernhard Schmid. Rowohlt, Reinbek bei Hamburg 1992, ISBN 3-499-18826-0. Boston, Univ., Diss., 1977
- Die siebte Million. Der Holocaust und Israels Politik der Erinnerung. Rowohlt, Reinbek bei Hamburg 1995, ISBN 3-498-06244-1.
- Elvis in Jerusalem. Die moderne jüdische Gesellschaft. Siedler, München 2003, ISBN 3-88680-766-5.
- Es war einmal ein Palästina. Juden und Araber vor der Staatsgründung Israels (englischer Originaltitel: One Palestine, Complete: Jews and Arabs under the British Mandate, übersetzt von Doris Gerstner), Siedler, München 2005, ISBN 3-88680-805-X.
- 1967. Israels zweite Geburt. Siedler, München 2007, ISBN 3-88680-767-3.
- Die ersten Israelis. Die Anfänge des jüdischen Staates (englischer Originaltitel: 1949, the First Israelis, übersetzt von Helmut Dierlamm und Hans Freundl), Siedler, München 2008, S. 125–129, ISBN 978-3-570-55113-4.
- Simon Wiesenthal. Die Biographie. Übersetzung aus dem Hebräischen von Markus Lemke. Siedler, München 2010, ISBN 3-88680-858-0.
- David Ben Gurion: ein Staat um jeden Preis. Übersetzung aus dem Hebräischen von Ruth Achlama. Siedler, München 2018, ISBN 978-3-8275-0020-5.
- Jerusalem Ecke Berlin. Erinnerungen. Übersetzung aus dem Hebräischen von Ruth Achlama. Siedler, München 2022, ISBN 978-3-8275-0152-3.[9]

Zeitschriftenbeiträge
Segev schreibt regelmäßig im Aufbau, Zürich, mit bislang sieben Beiträgen seit 2006, z. B.:
- Blick zurück im Zorn. Ein Blick in die Zukunft nach den palästinensischen Wahlen, mit einer Lehre aus der Vergangenheit. In: Aufbau. 71. Jg., H. 1, 1. Februar 2006.
- Karl Pfeifer, Tom Segev (Interview): „Heute ist die Demokratie gefährdet.“ Der israelische Historiker, der gerade eine umfassende Biografie über Simon Wiesenthal vorgelegt hat, verteidigt ... die Kritik an der gegenwärtigen israelischen Politik. In: Dschungel. Beilage zu jungle world, Nr. 40, 7. Oktober 2010, S. 22 f. (online lesbar; mit einer Kurz-Rezension des Buches).

## Auszeichnungen
- 2000: National Jewish Book Award für Es war einmal ein Palästina
- 2015: Friedenspreis der Geschwister Korn und Gerstenmann-Stiftung für sein literarisches, publizistisches und kulturelles Lebenswerk[10]
- 2023: Bruno-Kreisky-Preis für das politische Buch für das publizistische Gesamtwerk[11]